# Ipaba
Ipaba is een gemeente in de Braziliaanse deelstaat Minas Gerais. De gemeente telt 15.422 inwoners (schatting 2009).

## Aangrenzende gemeenten
De gemeente grenst aan Belo Oriente, Bugre, Caratinga, Ipatinga en Santana do Paraíso.